# Степанов, Владимир Тимофеевич (артист)
Владимир Тимофеевич Степа́нов (1930—1998) — советский артист оперы (баритон), камерный певец, режиссёр, педагог. Народный артист Татарской АССР (1974), Заслуженный артист РСФСР (1979), Народный артист РСФСР (1985).

## Биография
Родился 9 августа 1930 года в г. Новосибирск.
В 1952 году окончил Саратовский юридический институт.
В 1957 году окончил Саратовскую государственную консерваторию им. Л. Собинова по классу вокала и факультатив по режиссуре музыкального театра.
Пел на оперных сценах Таджикского, Казахского, Новосибирского театров, Татарской и Ульяновской госфилармоний, в 1961—1966 гг. и 1971—1974 гг. — в Татарском театре оперы и балета. В 1974—1988 гг. — в Нижегородском театре оперы и балета им. Пушкина. С 1991 г. — основатель и руководитель Нижегородского камерного музыкального театра (ныне — Нижегородский камерный театр оперы и музыкальной комедии им. В. Степанова).
В 1993—1994 годах — ведущий солист и педагог по вокалу Государственного театра оперы и балета Турции (Анкара).
На оперной сцене исполнил более 50 ведущих партий баритонового репертуара. Гастролировал в городах России и за рубежом.
Похоронен на Бугровском кладбище Нижнего Новгорода.

## Театральные работы
Жермон («Травиата»), Валентин («Фауст»), Онегин («Евгений Онегин»), Елецкий («Пиковая дама»), Ренато («Бал-маскарад»), Фигаро («Севильский цирюльник»), Эскамильо («Кармен»), Князь Игорь, Сильвио, Альфио («Паяцы»), Григорий Грязной («Царская невеста»), Граф ди Луна («Трубадур»), Мазепа, Андрэ («Джалиль» на русском языке), Риголетто («Риголетто»), «Аида» (1973), Демон («Демон» А. Рубинштейна), Князь Курлятьев («Чародейка» П. Чайковского), Скарпиа («Тоска» Дж. Пуччини).
Постановщик музыкальных спектаклей: «Евгений Онегин», «Африканская баллада», «Риголетто», «Кармен», «Фауст», «Севильский цирюльник».

## Награды и премии
Народный артист Татарской АССР (1974)
Заслуженный артист РСФСР (1979)
Народный артист РСФСР (1985)